# Солунски залив
 Тази статия е за залива.  За административната единица вижте Солунски залив (дем).  
Солунският залив, известен в древността като Термейски залив (на гръцки: Θερμαϊκός Κόλπος, Термаико̀с ко̀лпос) е най-големият залив на Егейско море, разположен южно от областна единица Солун, източно от Пиерия и ном Иматия, западно от Халкидики. Гръцкото наименование произхожда от името на древния град Терма, който се е намирал по крайбрежието на залива.  Град Терма по-късно е преименуван на Тесалоники, което в южнославянските езици е трансформирано в Солун. По време на Римската империя заливът е известен като Thermaicus или Thermaeus sinus - латинските форма на гръцкото Θερμαϊκός Κόλπος, тоест Терменски залив, или като Macedonicus sinus, в превод Македонски залив. Дължината на залива е 100 km, а широчината му е 5 km близо до Солун, около 15 km на север и 48 km на входа между нос Посиди на полуостров Касандра на изток и нос Дермата на континента на запад. Бреговете му с изключение на югозападните са ниски, плоски, на север заблатени. Приливите са полуденонощни, с височина 0,5 m.
Градове, разположени около залива са Касандрия, древният Потидея, Неа Мудания, Агия Триада, Неи Епиватес, Переа, Солун, Гъскарка (Калохори), Метони, Пидна, Паралия, Олимпиаки Акти. По-големите реки, които вливат водите си в залива са Пеней (Пиниос), Бистрица (Алиакмонас), Караазмак (Лудиас), Вардар (Аксиос) и Галик (Галикос). По крайбрежието са разположени множество плажове, като в северната част има доста мочурливи места. Пиерийската равнина обгражда залива на север, а на изток и югоизток преобладават планини и възвишения. Множество пристанища са разположени по протежението на залива, като най-голямото е това на Солун.